# Peterloo

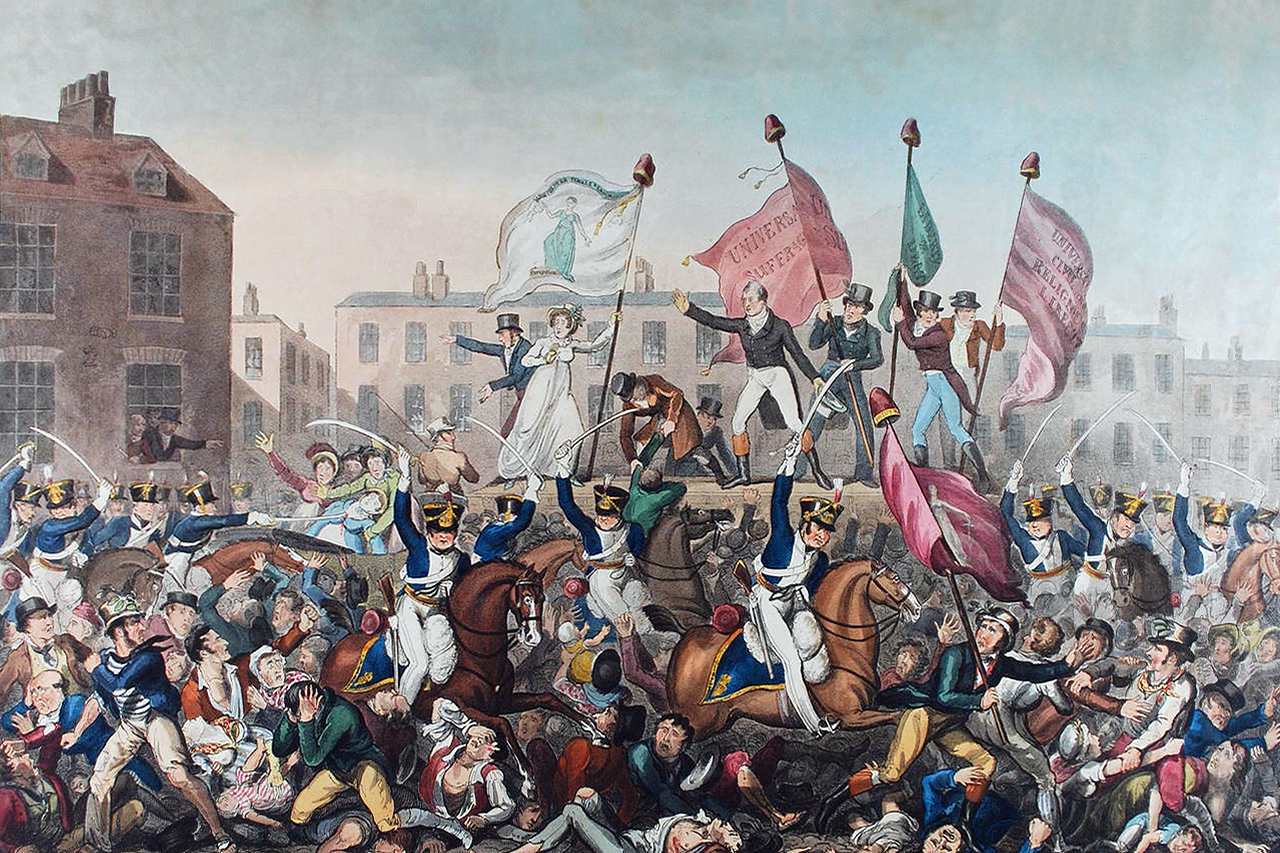
Obraz przedstawiający masakrę Peterloo

Peterloo, masakra Peterloo (Peterloo Massacre) – wydarzenia w dniu 16 sierpnia 1819 r. w Manchesterze w Anglii, w wyniku których zginęło 15 osób, a 400-700 zostało rannych. W tłum manifestantów na publicznym mityngu wjechała szarża kawalerii.

## Geneza
Zgromadzenie zorganizowała lokalna grupa polityczna (Manchester Patriotic Union Society) agitująca na rzecz rozszerzenia praw wyborczych. Władze miejskie, spodziewając się zamieszek, zorganizowały grupę wojsk dla ochrony porządku, w sumie powyżej tysiąca jeźdźców i drugie tyle piechoty.

## Przebieg
Manifestanci z całego hrabstwa Lancashire, w liczbie szacowanej na 50-60 tysięcy byli nastawieni pokojowo. Zaproszeni mówcy, m.in. Henry Hunt i Richard Carlile, przybyli dopiero po godz. 13, co spowodowało zniecierpliwienie oczekujących. Nadzorujący wiec przedstawiciele władz miasta postanowili przerwać go około godziny 13:30. Gdy próby zakończenia manifestacji się nie powiodły, wydano rozkaz aresztowania jej przywódców.
Sześćdziesięciu, najprawdopodobniej pijanych, jeźdźców zaczęło na oślep pacyfikować tłum, raniąc wielu przypadkowych ludzi. Udało im się aresztować m.in. Hunta. Następnie zaczęli atakować grupki manifestantów, łamiąc drzewce ich flag i transparentów. Próby obrony zostały odebrane jako atak i w tłum wjechała kolejna szarża jeźdźców. Zginęło 15 osób, w tym kobieta i dziecko, a 500-700 innych, w tym około stu kobiet, zostało rannych – część z nich stratowały konie, część ucierpiała od ciosów szabel.

## Następstwa
Wydarzenia zostały opisane w prasie jako "Masakra Peterloo", w odniesieniu do bitwy pod Waterloo. Dziennikarze, którzy przedstawili masakrę z pozycji przychylnej manifestantom, zostali później aresztowani.
Rząd poparł wojskowe działania lokalnych władz, otrzymały one nawet oficjalne gratulacje od sekretarza stanu, Lorda Sidmoutha. W kilka miesięcy później rząd wprowadził akty prawne zabraniające radykalnych wieców i publikacji.
Wydarzenia w Manchesterze i reakcja władz na nie spowodowały wzrost gniewu w społeczeństwie i zaowocowały poparciem dla ruchu reformatorskiego.